# Bacanius baloghi
Bacanius baloghi är en skalbaggsart som beskrevs av Yves Gomy 1977. Bacanius baloghi ingår i släktet Bacanius och familjen stumpbaggar. Inga underarter finns listade i Catalogue of Life.